# Domenico di Prussia
Domenico di Prussia, nato Domenico Helion ((LA)  Dominicus Prutenus, Dominicus Borussus; (DE)  Dominikus von Preußen; Danzica, 1384 – Treviri, 21 dicembre 1460) è stato un monaco cristiano, presbitero e teologo tedesco naturalizzato polacco appartenente all'Ordine certosino. Fu autore di opere spirituali e della formula attuale della Preghiera del Rosario.

## Biografia
Domenico era figlio di un pescatore della regione di Danzica. All'età di undici anni si unì alla famiglia di un predicatore che lo istruì. Entrò all'Università di Cracovia, poi divenne maestro di scuola, insegnante e impiegato notarile in varie località tra Görlitz, Gnesen, Praga e Heidelberg. Alcuni storici affermano che poi si dedicò all'alcol e al gioco d'azzardo.
Domenico arrivò a Treviri e, deciso a cambiare vita, entrò nella Certosa di Sant'Albano di Treviri nel 1409. 
Nel 1415, Adolfo di Essen, priore di Treviri, fondò la certosa di Marienfloss a Sierck-les-Bains, con l'appoggio del duca Carlo II di Lorena e di sua moglie Margherita di Baviera, di cui Domenico divenne vicario. Nel 1419 la duchessa, abbandonata dal marito, abbracciò la vita religiosa e si stabilì a Marienfloss. Domenico e Adolfo partirono per Treviri due anni dopo. 
Domenico divenne uno dei consiglieri del principe arcivescovo di Treviri Othon di Ziegenheim. Tra il 1434 e1435, Domenico fu maestro dei novizi presso la certosa di San Michele a Magonza e nel 1439, alla morte di Adolfo, gli succedette come priore del monastero a Treviri. Egli vi morì nel 1460. Lasciò numerose opere teologiche in latino e materiale biografico.

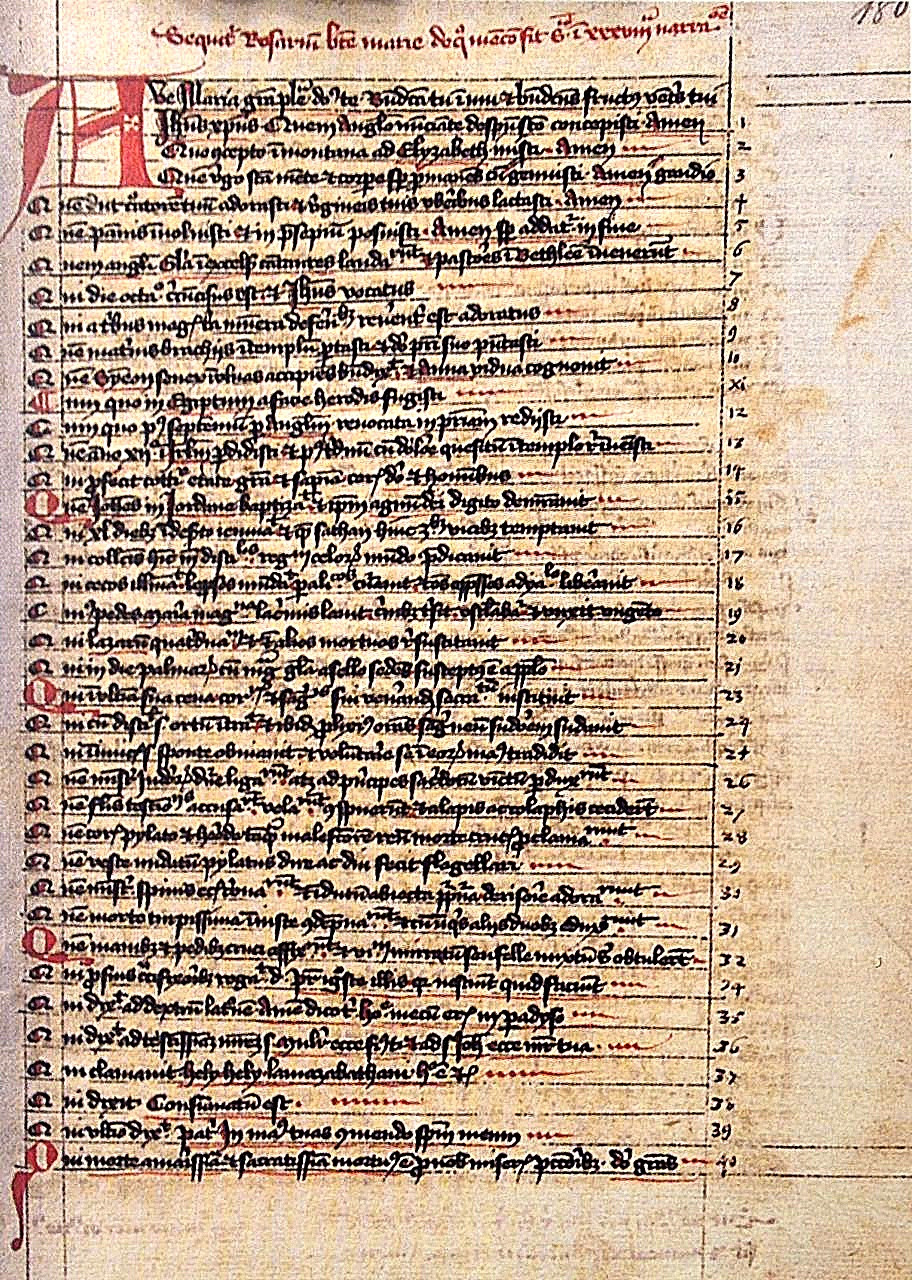
Manoscritto di Domenico di Prussia con le clausulae del Rosario, datato 1410 circa, Biblioteca cittadina di Treviri.

### Il Rosarium
Il priore Adolfo di Essen propose, al tempo, una nuova forma di preghiera meditativa, il Rosarium (rosario), che ricevette dal suo confratello Heinrich Eger von Kalkar, anch'egli influenzato dai domenicani. Adolfo aveva scritto un compendio di meditazioni tratte dalla Vita Christi di Ludolfo di Sassonia ed era devoto al rosario delle cinquanta "Ave".
Egli affermava che «bisogna recitare l'Ave Maria meditando sulla vita di Gesù e di sua madre Maria. Si tratta quindi di una forma di contemplazione che nella sua semplicità è accessibile a tutti, e in primo luogo ai fedeli senza particolari istruzioni». Adolfo di Essen diffuse questa preghiera. 
Domenico unì le due intuizioni: riassunse la vita di Gesù in cinquanta osservazioni o brevi meditazioni, le cosiddette clausulae (clausule), in tedesco e latino, precursori degli odierni Misteri del Rosario. È a questi due certosini che si devono le quindici suddivisioni attuali. Domenico ebbe così l'idea di legare sistematicamente la recita del rosario e la contemplazione della vita di Cristo, dividendola in cinquanta episodi, scrivendo poi per ciascuno un breve testo destinato a seguire l'Ave Maria.
La paternità originaria fu erroneamente attribuita a Domenico di Guzman, fondatore dei domenicani, che pure lo diffusero ampiamente.

## Opere
La sua opera principale, il Liber experientiae, è composta da 43 narrationes, scritte nel 1439/1440, e 38 collationes, scritte nel 1451-1452, con una serie di aggiunte datate dal 1454 al 1458. Le prime 5 narrationes riprendono il racconto fino al primo mese di noviziato. Più che un'autobiografia, costituisce un trattato sulla vita dopo la morte e sui principi della vita religiosa, con numerosi esempi tratti soprattutto da esperienze spirituali dello stesso Domenico. Cita più frequentemente san Gregorio Magno, san Bernardo di Chiaravalle, santa Matilde di Hackeborn e molti altri santi mistici.